# Christ lag in Todesbanden, BWV 4
Christ lag in Todesbanden (BWV 4) is een religieuze cantate gecomponeerd door Johann Sebastian Bach.

## Programma
Deze cantate is geschreven voor Eerste Paasdag, vermoedelijk in 1708 te Mühlhausen. Zij is bewerkt voor de uitvoering op Pasen 1724 in de Thomaskerk en de Nicolaaskerk te Leipzig. Zeven strofen van het lied "Christ lag in Todesbanden" (1524), zowel tekst als melodie, zijn een verduitste bewerking van Maarten Luther naar de Paassequens "Victimi Pascali laudes" (Laten wij het Paaslam eren) (1040) en de middeleeuwse mystieke hymne "Christ ist erstanden" uit ca 1090.
Deze cantate behoort tot de eerste cantatejaargang.
Bijbellezingen:
- 1 Korintiërs 5, 6-8: "Want ook ons Paaslam is geofferd: Christus, daarom, laten wij feestvieren.. met ongezuurde broden van zonneklaarheid en waarachtigheid"
- Marcus 16, 1-8: Een jongeman bij het graf zegt: "Niet zo verbaasd! - ge zoekt Jezus, de Nazarener die gekruisigd is! - hij is opgewekt, hij is hier niet"

## Tekst
De tekst bestaat uit de volgende onderdelen
1. Sinfonia
2. Koor "Christ lag in Todesbanden"
3. Duet (sopraan en alt) "Den Tod niemand zwingen kunnt"
4. Aria (tenor) "Jesus Christus, Gottes Sohn"
5. Koor "Es war ein wunderlicher Krieg"
6. Aria (bas) "Hier ist das rechten Osterlamm"
7. Duet (sopraan en tenor) "So feiern wir das hohe Fest"
8. Koor "Wir essen und leben wohl"

## Muzikale bezetting
De cantate is geschreven voor een verstilde basisbezetting van violen, altviool en basso continuo.

In latere versie werden daar door Bach de cornetto en trombone 1, 2 en 3 ad libitum aan toegevoegd ter versterking van de koorpartijen.

## Toelichting
Het "Bach Gesellschaft" met de Neue Bach Ausgabe beschikt niet over aanduidingen of dit werk met solisten of voor koor werd geschreven. De  beschikbare autograaf geeft geen uitsluitsel. Het is zonder twijfel een cantate van J.S. Bach omwille van het lage BWV-nummer, geschreven in Mühlhausen voor Pasen 1708 of nog eerder. Er mag aangenomen worden dat Bach geïnspireerd werd door de gelijknamige cantate van Johann Pachelbel omdat zij verwijst naar dezelfde koraal en ook stilistisch overeenkomsten vertoont.

## Discografie
- Cantus Cölln, onder leiding van Konrad Junghänel – "Actus Tragicus", Harmonia Mundi France HMC 901694
- Taverner Consort & Players, onder leiding van Andrew Parrott – Magnificat · Easter Oratorio, Virgin Classics 72435 5 61647 2 7
- onder leiding van Karl Richter - Bach Famous Cantatas, Deutsche Grammophon 4530942
- Bach Collegium Japan, onder leiding van Masaaki Suzuki, solisten: Yumiko Kurisu, Koki Katano, Akira Tachikawa, Peter Kooij - J.S. Bach Cantatas, Volume 1
- Purcell Quartet, solisten: Emma Kirkby, Michael Chance, Charles Daniels, Peter Harvey - J. S. Bach Early Cantatas, Volume I, Chandos CHAN 0715
- Monteverdi Choir, English Baroque solisten, onder leiding van John Eliot Gardiner, solisten: William Kendall, Stephen Varcoe - Cantatas BWV 4 & BWV 131, Erato 0927 49574 2
- Gächinger Kantorei, Bach-Collegium Stuttgart, onder leiding van Helmuth Rilling, solisten: Edith Wiens, Carolyn Watkinson, Peter Schreier, Wolfgang Schöne - Cantatas BWV 4-6, Hanssler 92.002
- Holland Boys Choir, Netherlands Bach Collegium, onder leiding van Pieter Jan Leusink, solisten: Ruth Holton, Sytse Buwalda, Nico van der Meel, Bas Ramselaar - Bach Edition IV-25, Brilliant Classics 93102/101
- Amsterdam Baroque Orchestra & Choir, onder leiding van Ton Koopman, solisten: Barbara Schlick, Kai Wessel, Guy de Mey, Klaus Mertens - Easter Cantatas, Antoine Marchand CC72231
- Cantus Corvinus, onder leiding van Géza Klembala, solisten: Márta Fers, Éva Lax, Péter Marosvári, József Moldvay - Bach: Kantaten, Allegro MZA-037